# Anomalie DUPAL

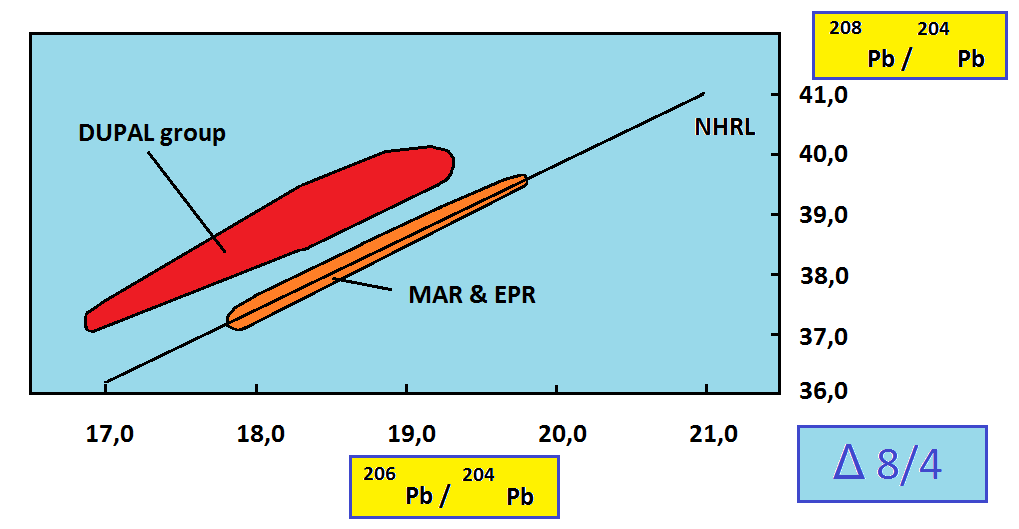
Exemple d'anomalie DUPAL en comparaison d'autres basaltes océaniques, sur un diagramme 208Pb/204Pb versus 206Pb/204Pb. NHRL=Northern Hemisphere Reference Line (Ligne de référence de l'Hémisphère nord), MAR=Mid-Atlantic Ridge (dorsale médio-atlantique), EPR=East Pacific Rise (dorsale est-Pacifique).

L'anomalie DUPAL ou Dupal, désigne à l'origine une anomalie de composition isotopique dans les basaltes océaniques (MORB) de l'océan Atlantique sud, découverte en 1983 par les géochimistes français Bernard Dupré et Claude Allègre, en l'honneur desquels elle est nommée. Les causes de l'anomalie DUPAL sont toujours débattues ; celle-ci peut trouver son origine dans les magmas du manteau terrestre profond ou bien être engendrée par une contamination superficielle, ou les deux. Dans les décennies qui suivent, l'anomalie est également identifiée dans des basaltes de l'océan Indien et de l'océan Pacifique ouest, ce qui amène le concept d'anomalie DUPAL globale et conduit à réviser les modèles de la tectonique des plaques et de la convection mantellique.

## Historique
Les travaux de Bernard Dupré et Claude Allègre, au début des années 1980, leur permettent de mettre en évidence une anomalie géochimique dans des basaltes océaniques (MORB) de la dorsale médio-océanique de l'Atlantique Sud. L'anomalie porte initialement sur le rapport des isotopes du strontium (87Sr/86Sr) et du plomb (206Pb/204Pb) anormalement élevés. Durant les vingt années suivantes, d'autres travaux permettent de préciser l'anomalie, qui se définit également par des rapport d'autres isotopes du plomb, du néodyme ou encore du hafnium et qui se retrouve également dans les basaltes des îles de point chaud (OIB). Le magma formant les MORB et les OIB n'ayant pas la même origine (respectivement manteau supérieur terrestre et couche D'' du manteau inférieur) cela implique une révision du modèle géodynamique global et de la tectonique des plaques. Les magmas issus du manteau profond seraient ainsi contaminés (enrichis) lors de leur remontée vers la surface, par d'autres réservoirs magmatiques présents dans le manteau supérieur dont la composition chimique est hétérogène,.

Schéma simplifié montrant la convection mantellique.

Animation montrant les superpanaches détectés par tomographie sismique.

Dans les années 2000 et 2010, une anomalie similaire est découverte dans des basaltes à différents endroits du globe : en Amérique du Sud, en Afrique australe, dans l'océan Indien et sur la marge asiatique de l'océan Pacifique. Une nouvelle fois, cela conduit à faire évoluer le modèle de la Terre solide. Le concept de superpanache, naissant à la base du manteau, se voit renforcé, avec un superpanache se situant sous l'Afrique, alimentant les basaltes de l'Atlantique sud et de l'océan Indien, et l'autre sous l'océan Pacifique. Les quelques différences observées entre les anomalies DUPAL des deux superpanaches sont expliquées par une contamination différente des deux réservoirs mantelliques, l'un par la subduction d'une plaque continentale (ancien Gondwana), l'autre par la subduction d'une plaque océanique. Cependant, certains auteurs réfutent une origine primaire et profonde aux caractéristiques géochimiques de l'anomalie DUPAL et continuent de soutenir une origine uniquement superficielle et secondaire.
Les dernières études démontrent l'existence de l'anomalie DUPAL dans le manteau depuis au moins le Paléozoïque inférieur. Elle serait la conséquence de la fragmentation du paléo-Gondwana et de l'ouverture de la paléo-Téthys et de la Téthys.

## Groupe DUPAL
Les anomalies DUPAL identifiées dans l'hémisphère sud se situent dans une bande située entre 30 et 40° de latitude sud. Le groupe DUPAL comprend Tristan da Cunha , l'île Gough, le mont sous-marin Discovery, la dorsale Rio Grande, la dorsale de Walvis et les basaltes du Paraná dans l'Atlantique Sud, Amsterdam, Saint-Paul, Crozet et Kerguelen dans l'océan Indien ainsi que Rarotonga dans l'océan Pacifique.
En plus de ces occurrences DUPAL « classiques », des signatures DUPAL ont également été identifiées dans une vaste région « Pacifique occidental » : plaque philippine, Chine orientale, ophiolites de Taïwan, dans la mer du Japon, dans les Monts Saïan en Sibérie orientale et dans l'Arctique.
Les anomalies DUPAL du Pacifique occidental sont considérées indépendantes par une étude de 1989 et renommées anomalie SOPITA (South Pacific Isotope and Thermal Anomaly).